# Toxorhina (Ceratocheilus) revulsa
Toxorhina (Ceratocheilus) revulsa is een tweevleugelige uit de familie steltmuggen (Limoniidae). De soort komt voor in het Neotropisch gebied.